# Campeonato Mundial Femenino de Ajedrez 1972
El 18º Campeonato mundial femenino de ajedrez se desarrolló entre mayo y junio de 1972 en Riga. Esta edición enfrentó por tercera vez consecutiva a la campeona Nona Gaprindashvili contra Ala Kushnir. Nuevamente, Gaprindashvili defendió exitosa-mente su título.

## Torneo de Candidatas
El Torneo de Candidatas se desarrolló en Minsk entre agosto y diciembre de 1971. Participaron las tres primeras del interzonal desarrollado en Ohrid en mayo de aquel año y Kushnir, quien clasificó directamente por haber sido la perdedora del campeonato mundial anterior.
|  | Semifinales          | Semifinales          | Semifinales     |                 |             | Final       | Final | Final |  |
|  |                      |                      |                 |                 |             |             |       |       |  |
|  |                      |                      |                 |                 |             |             |       |       |  |
|  | Ala Kushnir          | Ala Kushnir          | 5½              |                 |             |             |       |       |  |
|  | Ala Kushnir          | Ala Kushnir          | 5½              |                 |             |             |       |       |  |
|  | Tatiana Zatulovskaya | Tatiana Zatulovskaya | 4½              |                 |             |             |       |       |  |
|  | Tatiana Zatulovskaya | Tatiana Zatulovskaya | 4½              |                 | Ala Kushnir | Ala Kushnir | 6½    |       |  |
|  |                      |                      |                 |                 | Ala Kushnir | Ala Kushnir | 6½    |       |  |
|  |                      |                      | Nana Alexandria | Nana Alexandria | 2½          |             |       |       |  |
|  | Nana Alexandria      | Nana Alexandria      | Nana Alexandria | Nana Alexandria | 2½          | 5½          |       |       |  |
|  | Nana Alexandria      | Nana Alexandria      |                 |                 |             | 5½          |       |       |  |
|  | Milunka Lazarević    | Milunka Lazarević    | 4½              |                 |             |             |       |       |  |
|  | Milunka Lazarević    | Milunka Lazarević    | 4½              |                 |             |             |       |       |  |
|  |                      |                      |                 |                 |             |             |       |       |  |

## Gaprindashvili vs Kushnir
El Campeonato del mundo se disputó mediante un encuentro a 16 partidas donde la primera jugadora en obtener 8½ puntos sería consagrada campeona. A diferencia de años anteriores, el campeonato no se decidió hasta la última partida.
|                     | 1 | 2 | 3 | 4 | 5 | 6 | 7 | 8 | 9 | 10 | 11 | 12 | 13 | 14 | 15 | 16 | Total |
| ------------------- | - | - | - | - | - | - | - | - | - | -- | -- | -- | -- | -- | -- | -- | ----- |
| Nona Gaprindashvili | 1 | 1 | 0 | 1 | ½ | 1 | ½ | 0 | 1 | ½  | 0  | ½  | ½  | 0  | ½  | ½  | 8½    |
| Alla Kushnir        | 0 | 0 | 1 | 0 | ½ | 0 | ½ | 1 | 0 | ½  | 1  | ½  | ½  | 1  | ½  | ½  | 7½    |